# Isabella Locatelli
Pour les articles homonymes, voir Locatelli.

a Compétitions nationales et continentales officielles uniquement.

b Matchs officiels uniquement.
Isabella Locatelli, née le 23 octobre 1994 à Vimercate (Italie), est une joueuse internationale italienne de rugby à XV évoluant au poste de troisième ligne centre. Elle joue au Rugby Colorno.

## Biographie
Isabella Locatelli commence le rugby à XV en 2012 avec le club du Rugby Monza, à l'âge de dix-huit ans.[réf. nécessaire]
Deux ans plus tard, elle fait ses débuts en équipe d'Italie en 2014 contre l'Écosse. Elle fait partie de l'équipe qui qualifie l'Italie pour la Coupe du monde 2017.[réf. nécessaire]
Elle dispute également l'édition 2021.[réf. nécessaire] En 2021, elle quitte contrainte et forcée le club de Monza qui disparait, et s'engage avec Colorno, dans la province de Parme.
En août 2023, elle est convoquée pour participer à la première édition du WXV où elle dispute deux des trois rencontres. Puis en décembre, elle est appelée pour jouer avec la toute nouvelle sélection des Zebre, qui dispute deux rencontres contre Valence et Sitges en janvier et février 2024. Au mois de mars, elle fait partie des joueuses mises sous contrat par la fédération italienne.

## Activités extra-sportives
Isabella Locatelli est diplômée en marketing et communication. Elle est très active sur les réseaux sociaux.

## Palmarès
- Vainqueur du Championnat d'Italie en 2014.
- Finaliste du Championnat d'Italie en 2017.